# Marinus Vooren
Marinus Vooren (Batang, 20 mei 1889 – Doorwerth, 2 juli 1980) was een Nederlands kolonel der infanterie van het Indische leger en lid van het hoofdbestuur van het Nederlandse Rode Kruis. Hij was ridder in de Militaire Willems-Orde.

## Loopbaan
Vooren werd met ingang van 1 oktober 1911 als onderofficier der infanterie van het Indische leger na een examen toegelaten tot de Hoofdcursus Kampen. Hij slaagde in juli 1912 voor het overgangsexamen en het jaar daarop voor het officiersexamen. Op 17 september 1913 werd hij bij Koninklijk Besluit benoemd tot tweede luitenant bij het tweede regiment van het Nederlands-Indisch leger. Hij vertrok op 3 januari 1914 met het stoomschip Prins der Nederlanden naar Indië, waar hij in maart 1914 geplaatst werd bij het zevende bataljon infanterie. Hij werd in juni 1916 overgeplaatst naar het garnizoensbataljon van de Zuider- en Oosterafdeling te Bandjermasin en in september 1916 geplaatst te Poeroek Tjahoe. In maart 1917 werd Vooren bevorderd tot eerste luitenant en op 29 april 1922 ingedeeld bij de Koloniale Reserve te Nijmegen, waar hij in augustus 1924 benoemd werd tot eerste luitenant-adjudant. In december 1926 werd hij eervol van deze functie ontheven en op 4 januari 1927 keerde hij per stoomschip Johan de Witt naar Indië terug.
In augustus 1927 werd Vooren bevorderd tot kapitein en benoemd tot adjudant van het garnizoensbataljon van Palembang en Djambi, tevens gewestelijk adjudant; van deze functie werd hij in november 1928 eervol ontheven maar hij bleef wel geplaatst bij eerder genoemd garnizoensbataljon. In december 1929 werd hij overgeplaatst bij het dertiende bataljon te Malang en in 1932 was hij lid van het bestuur van de Nederlands Oost-Indische officierenvereniging. Met ingang van 1 augustus 1934 verkreeg hij negen maanden verlof naar Nederland wegens zevenjarige dienst; Vooren was toen in garnizoen te Bandoeng. Hij keerde in april 1935 per stoomschip Sibajak terug naar Indië, waar hij werd benoemd tot commandant bij het veertiende bataljon te Buitenzorg. In mei 1935 werd hij bevorderd tot majoor tevens aangesteld als plaatselijk commandant te Buitenzorg en in februari 1937 bevorderd tot luitenant-kolonel. Hij werd op 14 februari 1941 bevorderd tot kolonel en aangesteld als territoriaal commandant van Celebes en Onderhorigheden. Vanaf 1940 was Vooren militair commandant van Celebes en Menado en van 7 december 1941 tot 27 maart 1942 territoriaal commandant en bevelhebber der troepen in Zuid-Celebes.

### Kamp Makassar
Vrijwel alle geïnterneerden uit de Grote Oost kwamen in de loop van 1942 in jappenkampen op Celebes terecht (3.900 Nederlanders en Indische Nederlanders en ongeveer 250 personen met een andere nationaliteit). De in totaal ongeveer 1.100 KNIL-krijgsgevangenen die op Celebes in Japanse handen vielen, werden in de loop van februari, maart en april 1942 geconcentreerd in het Infanteriekampement te Makassar, waaronder ook Michiel Meyer Cohen. Vooren had samen met luitenant-kolonel Alexander Leonard Gortmans de kampleiding over alle geallieerde krijgsgevangenen in Kamp Makassar. Hier werd ook ongeveer 1.700 man Nederlands, Brits en Amerikaans marinepersoneel ondergebracht, o.a. overlevenden van de Slag in de Javazee. In april 1942 bevonden zich in dit kampement circa 2.870 krijgsgevangenen. In juni en juli 1942 arriveerden nog kleine groepen krijgsgevangenen van de Kleine Soenda-eilanden in Makassar. Medio oktober 1942 gingen ongeveer 1.000 krijgsgevangenen op transport naar Japan. Kleine groepen officieren werden in april 1942 en oktober 1943 naar respectievelijk Japan en Soerabaja overgebracht. De krijgsgevangenen van het infanteriekampement werden o.a. tewerkgesteld in de havens van Makassar, in een kalkfabriek aan de Matoeanginweg, op het circa 15 kilometer noordoostelijk van de stad gelegen vliegveld Mandai, en van januari tot september 1943 in de nikkelmijnen van Pomelaä in Zuidoost-Celebes. Verscheidene malen zijn in het kampement executies uitgevoerd, waaronder die van Gortmans.
Op 20 februari 1946 werd Vooren eervol ontslagen uit de militaire dienst.

### Militaire Willems-Orde
Bij Koninklijk Besluit van 27 januari 1948 nummer 10 ontving Vooren de Militaire Willems-Orde vierde klasse. In de voordracht werd vastgesteld dat hij zich door uitstekende daden van moed, beleid en trouw in de strijd tegenover de vijand heeft onderscheiden, in het tijdvak van 7 december 1941 tot 27 maart 1942 als Territoriaal Commandant Bevelhebber der Troepen in Zuid-Celebes bij het aanvoeren van de troepen onder zijn bevel. In het bijzonder door, ondanks de uiterst geringe hem ter beschikking staande militaire middelen, de op Celebes gelande overmachtige Japanse strijdkrachten onder het herhaaldelijk toebrengen van verliezen zolang weten op te houden en te binden, dat deze troepen niet aan de actie tegen Java konden deelnemen. Voorts door, toen hij met zijn troepen uit de Tjambastelling als gevolg van sterke vijandelijke druk naar Enrekang terugtrekkend na een zesdaagse uitputtende mars bij Kampong Rala werd aangevallen, persoonlijk met grote koelbloedigheid in de voorste lijn het gevecht te leiden en daarbij, slechts door enkele militairen bijgestaan, de laatste weerstand te bieden tot hij gevangen werd genomen. Ten slotte door ondanks herhaalde bedreiging met de dood te weigeren gevolg te geven aan de eis der Japanners de troepen onder zijn bevel, te Enrekang te gelasten zich over te geven.

### Rode Kruis
In 1958 werd het Rode Kruis betrokken bij de massa-evacuatie uit Indonesië. Op het vliegveld Schiphol was een post ingericht, waar regelmatig leden van de Amsterdamse colonne van het Rode Kruis assistentie verleenden. De regering richtte legerplaats Budel als opvangcentrum in, waar de evacué's konden worden ingeschreven en waar ook het Rode Kruis steun verleende. Vooren, hoofd van de sectie mobiele voorzieningen en liggend ziekenvervoer van het Rode Kruis Korps (R.K.K.), reisde op 24 december 1957 naar Singapore om contact op te nemen met het Britse Rode Kruis en de consul-generaal der Nederlanden teneinde gegevens in te zamelen omtrent de sterkte en samenstelling der uit Indonesië te verwachten transporten en om in de transitokampen alles te doen wat in zijn vermogen lag om het tijdelijk verblijf der evacués te veraangenamen. Hij keerde op 20 maart 1958 naar Nederland terug.
Vooren ontving als medewerker van het Rode Kruis tijdens de Koreaanse Oorlog de zeldzame Deense Medaille van het Rode Kruis ter Herinnering aan de Uitwisseling van Krijgsgevangenen in 1953. Hij droeg ook het Oorlogsherinneringskruis met een gesp, het Mobilisatiekruis 1914-1918, het Onderscheidingsteken voor Langdurige Dienst als officier met het cijfer XXX en het Ereteken voor Orde en Vrede voor zijn inzet in wat de politionele acties tijdens de onafhankelijkheidsoorlog in Indonesië zouden worden genoemd.